# La Chapelle-Iger
Pour les articles homonymes, voir La Chapelle.
La Chapelle-Iger est une commune française située dans le département de Seine-et-Marne, en région Île-de-France.
Au dernier recensement de 2022, la commune compte 191 habitants.

## Géographie

### Localisation

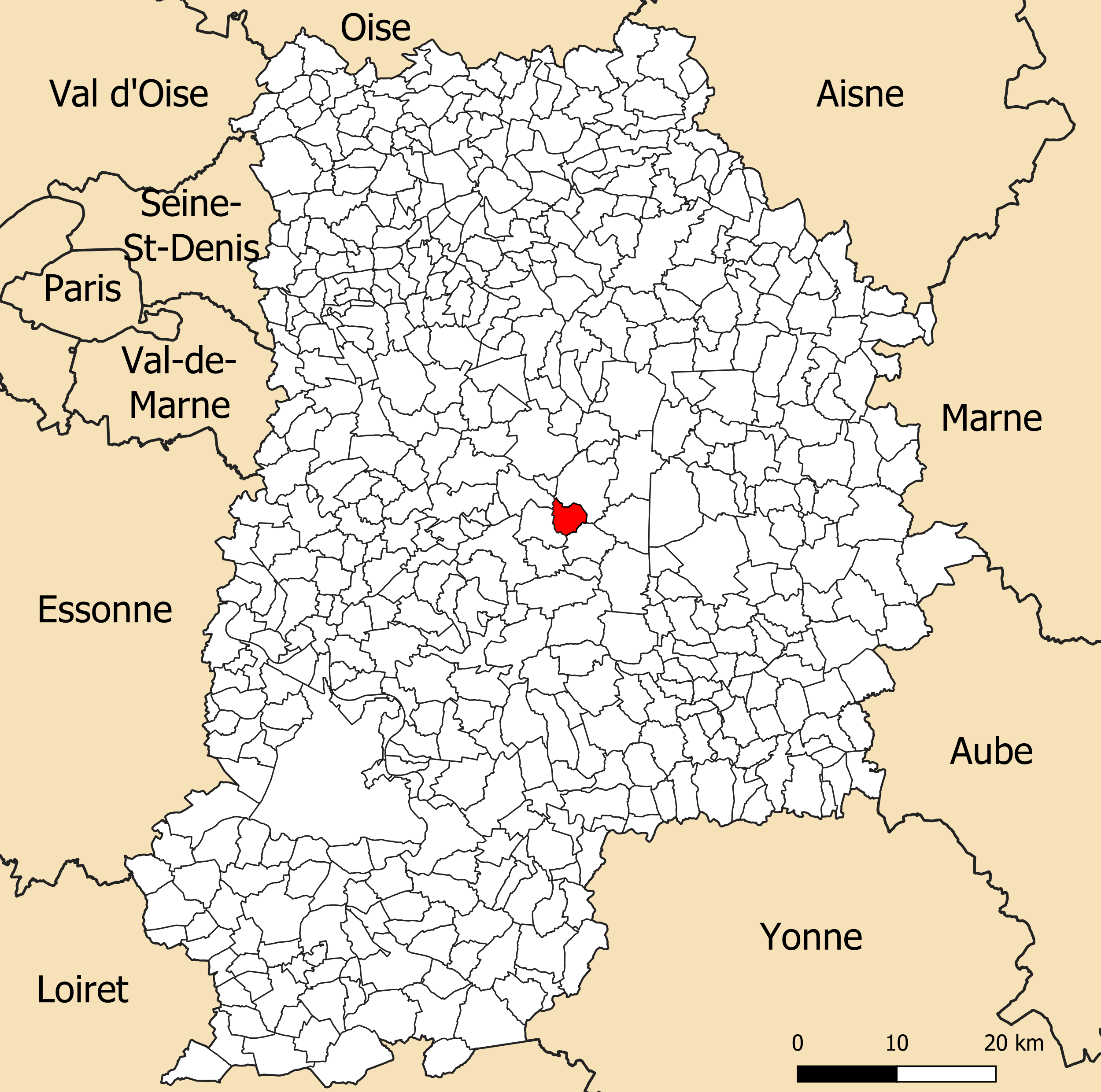
Localisation de la commune de La Chapelle-Iger dans le département de Seine-et-Marne.

La Chapelle-Iger se situe à environ 52 km par la route, au sud-est du centre de Paris et à 32 km au nord-est de Melun, Ce village est situé dans l'arrondissement de Provins et dans le canton de Fontenay-Trésigny. Le village appartenait auparavant au canton de Rozay-en-Brie. Il fait partie de la Communauté de communes les Sources de l'Yerres.

### Géologie et relief
La Chapelle-Iger est bâtie au flanc d'un coteau incliné au sud au pied duquel coule le ru de Vallière qui se jette dans l'Yvron. Les habitations sont principalement localisées sur ce coteau au plus près des édifices religieux et civils élevés sur des terre-pleins.
La commune est classée en zone de sismicité 1, correspondant à une sismicité très faible.
L'altitude varie de 86 mètres à 123 mètres pour le point le plus haut , le bourg se situant à environ 96 mètres d'altitude (mairie)
.

### Hydrographie

#### Réseau hydrographique

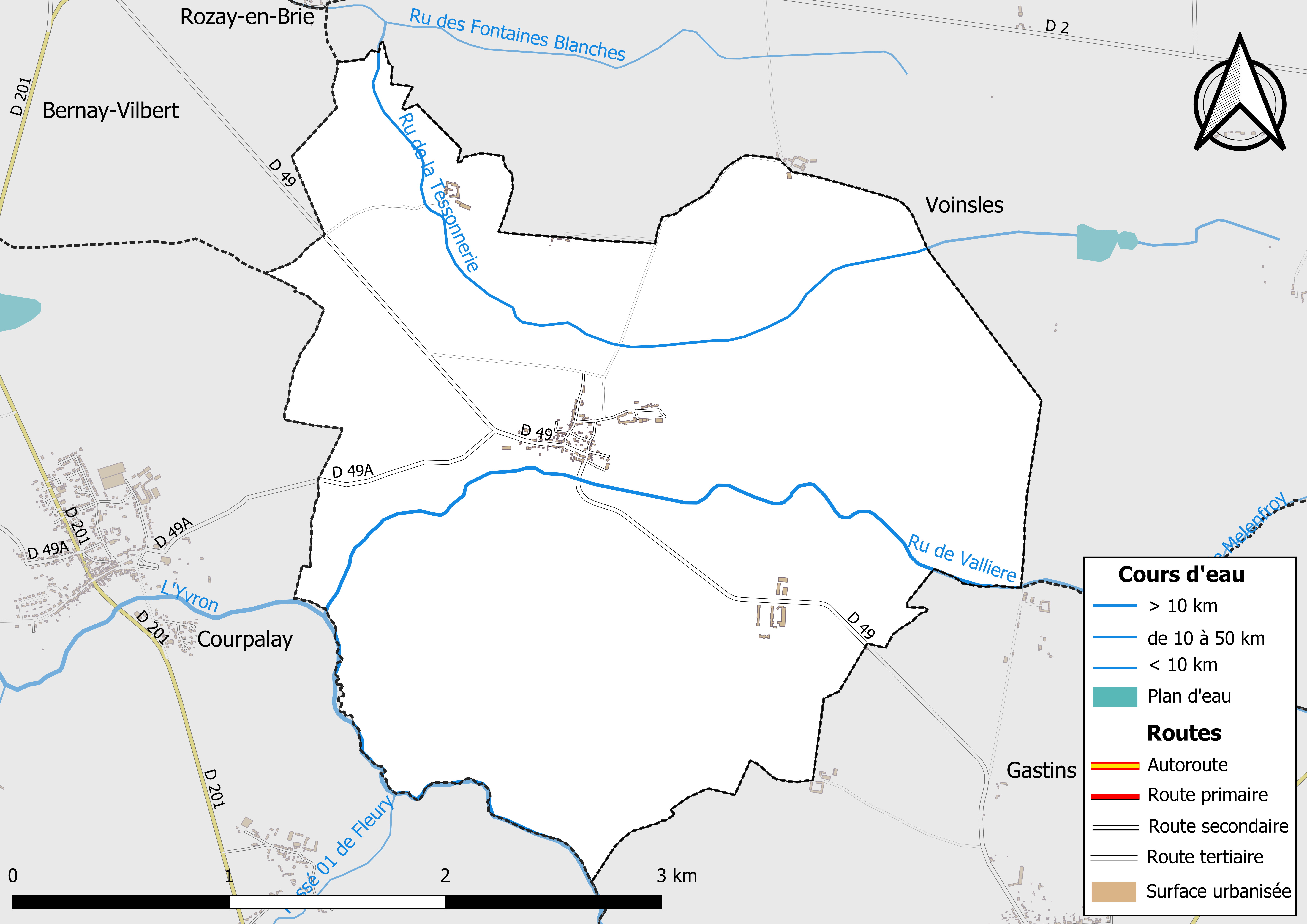
Carte des réseaux hydrographique et routier de La Chapelle-Iger.

Le réseau hydrographique de la commune se compose de quatre cours d'eau référencés :
- le ruisseau l’ Yvron, long de 30,07 km[4], affluent de l'Yerres en rive gauche ;
  - le ru de Vallière[5], long de 12,52 km, affluent de l'Yvron ;
  - le fossé 01 de Fleury, 1,11 km[6], qui conflue avec l’Yvron ;
- le ru de la Tessonnerie, 5,49 km[7], qui conflue avec le ru des Fontaines blanches.

La longueur totale des cours d'eau sur la commune est de 8,66 km.

#### Gestion des cours d'eau
Afin d’atteindre le bon état des eaux imposé par la Directive-cadre sur l'eau du 23 octobre 2000, plusieurs outils de gestion intégrée s’articulent à différentes échelles : le SDAGE, à l’échelle du bassin hydrographique, et le SAGE, à l’échelle locale. Ce dernier fixe les objectifs généraux d’utilisation, de mise en valeur et de protection quantitative et qualitative des ressources en eau superficielle et souterraine. Le département de Seine-et-Marne est couvert par six SAGE, au sein du bassin Seine-Normandie.
La commune fait partie du SAGE « Yerres », approuvé le 13 octobre 2011. Le territoire de ce SAGE correspond au bassin versant de l’Yerres, d'une superficie de 1 017 km2, parcouru par un réseau hydrographique de 450 kilomètres de long environ, répartis entre le cours de l’Yerres et ses affluents principaux que sont : le ru de l'Étang de Beuvron, la Visandre, l’Yvron, le Bréon, l’Avon, la Marsange, la Barbançonne, le Réveillon. Le pilotage et l’animation du SAGE sont assurés par le syndicat mixte pour l’Assainissement et la Gestion des eaux du bassin versant de l’Yerres (SYAGE), qualifié de « structure porteuse ».

### Climat
Pour des articles plus généraux, voir Climat de l'Île-de-France et Climat de Seine-et-Marne.
En 2010, le climat de la commune est de type climat océanique dégradé des plaines du Centre et du Nord, selon une étude du CNRS s'appuyant sur une série de données couvrant la période 1971-2000. En 2020, Météo-France publie une typologie des climats de la France métropolitaine dans laquelle la commune est exposée à un climat océanique altéré et est dans la région climatique Nord-est du bassin Parisien, caractérisée par un ensoleillement médiocre, une pluviométrie moyenne régulièrement répartie au cours de l’année et un hiver froid (3 °C).
Pour la période 1971-2000, la température annuelle moyenne est de 10,6 °C, avec une amplitude thermique annuelle de 15,4 °C. Le cumul annuel moyen de précipitations est de 740 mm, avec 11,4 jours de précipitations en janvier et 7,9 jours en juillet. Pour la période 1991-2020, la température moyenne annuelle observée sur la station météorologique la plus proche, située sur la commune de Grandpuits-Bailly-Carrois à 8 km à vol d'oiseau, est de 11,3 °C et le cumul annuel moyen de précipitations est de 704,0 mm,. Pour l'avenir, les paramètres climatiques de la commune estimés pour 2050 selon différents scénarios d'émission de gaz à effet de serre sont consultables sur un site dédié publié par Météo-France en novembre 2022.

### Milieux naturels et biodiversité
Aucun espace naturel présentant un intérêt patrimonial n'est recensé sur la commune dans l'inventaire national du patrimoine naturel,,.

## Urbanisme

### Typologie
Au 1er janvier 2024, La Chapelle-Iger est catégorisée commune rurale à habitat dispersé, selon la nouvelle grille communale de densité à sept niveaux définie par l'Insee en 2022.
Elle est située hors unité urbaine. Par ailleurs la commune fait partie de l'aire d'attraction de Paris, dont elle est une commune de la couronne,. Cette aire regroupe 1 929 communes,.

### Lieux-dits et écarts
La commune compte 29 lieux-dits administratifs répertoriés consultables ici (source : le fichier Fantoir) dont le Haut-Grès, le Plessis-Mallet, Champgueffier, la Fouine, le Moulin de Bel-Air, le hameau de Prévent.

### Occupation des sols
L'occupation des sols de la commune, telle qu'elle ressort de la base de données européenne d’occupation biophysique des sols Corine Land Cover (CLC), est marquée par l'importance des territoires agricoles (92 % en 2018), une proportion identique à celle de 1990 (92 %). La répartition détaillée en 2018 est la suivante : 
terres arables (92% ), forêts (8 %).
Parallèlement, L'Institut Paris Région, agence d'urbanisme de la région Île-de-France, a mis en place un inventaire numérique de l'occupation du sol de l'Île-de-France, dénommé le MOS (Mode d'occupation du sol), actualisé régulièrement depuis sa première édition en 1982. Réalisé à partir de photos aériennes, le Mos distingue les espaces naturels, agricoles et forestiers mais aussi les espaces urbains (habitat, infrastructures, équipements, activités économiques, etc.) selon une classification pouvant aller jusqu'à 81 postes, différente de celle de Corine Land Cover,,. L'Institut met également à disposition des outils permettant de visualiser par photo aérienne l'évolution de l'occupation des sols de la commune entre 1949 et 2018.

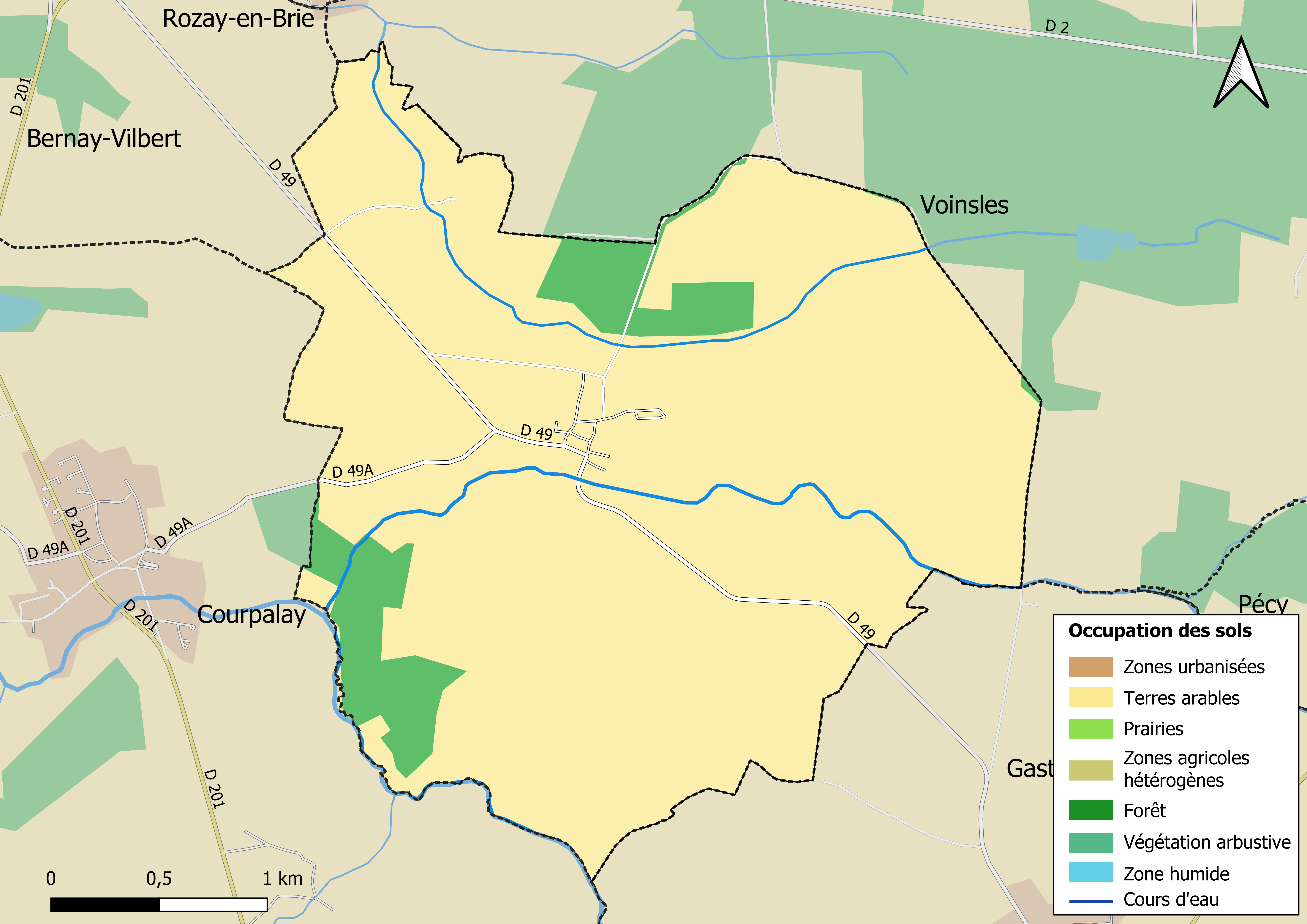
Carte des infrastructures et de l'occupation des sols en 2018 (CLC) de la commune.
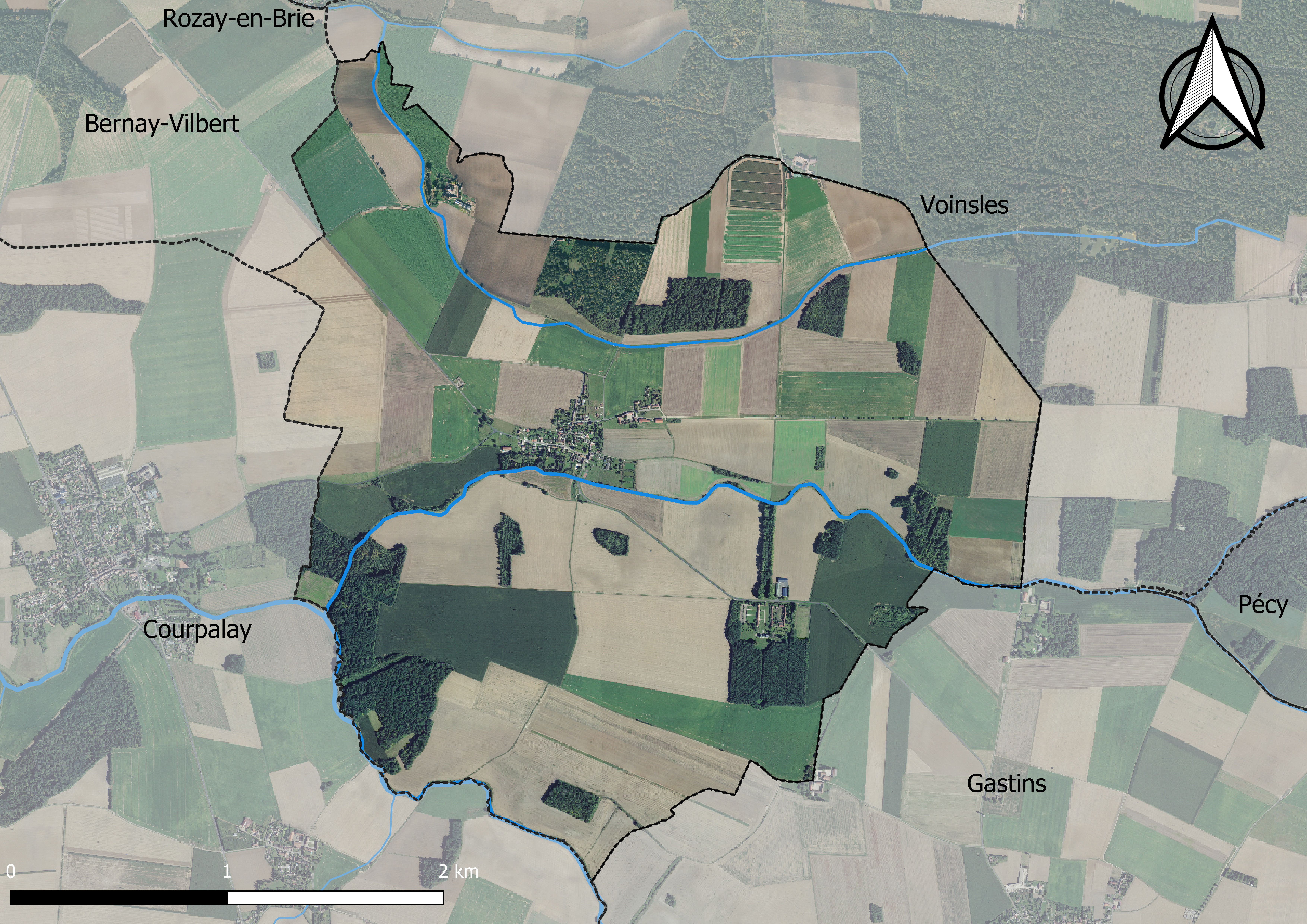
Carte orhophotogrammétrique de la commune.

### Planification
La commune disposait en 2019 d'un plan local d'urbanisme en révision. Le zonage réglementaire et le règlement associé peuvent être consultés sur le Géoportail de l'urbanisme.

### Logement
En 2016, le nombre total de logements dans la commune était de 78 dont 96,2 % de maisons et 3,8 % d'appartements.
Parmi ces logements, 79,5 % étaient des résidences principales, 14,1 % des résidences secondaires et 6,4 % des logements vacants.
La part des ménages fiscaux propriétaires de leur résidence principale s'élevait à 87,1 % contre 11,3 % de locataires et 1,6 % logés gratuitement.

### Voies de communication et transports

#### Voies de communication
On accède au bourg, soit par l'A4, sortie 13 en direction de Provins, soit par la N 4 en direction de Rozay-en-Brie.

## Toponymie
Ce lieu est mentionné au XIIe siècle ainsi : Capella Igerii vers 1107 ; Capella Igeri en 1249 ; Capella Hugeri et Capella Igerii en 1250 ; Capella igier au XIIIe siècle,.
 
Le nom évolue, passant de La Capella Ligerii juxta Rosetum en 1323 ; La Chappelle Ygier en 1384 ; Chappelle Ligier en 1390 à La Chapelle-Iger en 1788, en passant par La Chapelle Ligier en 1415 ; La Chappelle Yger en 1482 ; La Chappelle Yger en Brye en 1523 ; La Chappelle Léger en 1648,.
La chapelle puis l'église, prieuré-cure du diocèse de Meaux, doyenné de Rozay, était dédiée à saint Léger.

## Histoire
Mentionné au XIIIe siècle (Capella igier), la toponymie évolue, passant de La Chapelle Ygier, La Chapelle Yger, à La Chapelle Léger sous la période révolutionnaire.
Le village et les terres alentour dépendaient autrefois de la seigneurie de Rozay-en-Brie, possession du chapitre de l'Église de Paris. Église à la collation plus récente du Séminaire des Missions étrangères.
Les bâtiments de la mairie actuelle remonte au 18 février 1840 et servaient également d'école.

## Politique et administration
| Période                                  | Période          | Identité                   | Étiquette | Qualité           |
| ---------------------------------------- | ---------------- | -------------------------- | --------- | ----------------- |
| Les données manquantes sont à compléter. |                  |                            |           |                   |
| 1953                                     | 1962             | Jacqueline Van de Kerchove |           |                   |
| 1962                                     | 1967             | ?                          |           |                   |
| 1967                                     | 1977             | Carle Dubern               |           |                   |
| 1977                                     | 1983             | Charles Planquette         |           |                   |
| 1983                                     | 2001             | Claude Planquette          |           |                   |
| mars 2001                                | 2008             | Éric Jennepin              |           |                   |
| mars 2008                                | 2017 (démission) | Hervé Campenon             | DVD       | Chef d'entreprise |
| 2018                                     | ?                | Éric Gérard                |           |                   |
| ?                                        | 2020             | ?                          |           |                   |
| 2020                                     | En cours         | Ludovic Perrin             |           |                   |

## Équipements et services

### Eau et assainissement
L’organisation de la distribution de l’eau potable, de la collecte et du traitement des eaux usées et pluviales relève des communes. La loi NOTRe de 2015 a accru le rôle des EPCI à fiscalité propre en leur transférant cette compétence. Ce transfert devait en principe être effectif au 1er janvier 2020, mais la loi Ferrand-Fesneau du 3 août 2018 a introduit la possibilité d’un report de ce transfert au 1er janvier 2026,.

#### Assainissement des eaux usées
En 2020, la commune de La Chapelle-Iger gère le service d’assainissement collectif (collecte, transport et dépollution) en régie directe, c’est-à-dire avec ses propres personnels.
L’assainissement non collectif (ANC) désigne les installations individuelles de traitement des eaux domestiques qui ne sont pas desservies par un réseau public de collecte des eaux usées et qui doivent en conséquence traiter elles-mêmes leurs eaux usées avant de les rejeter dans le milieu naturel. La communauté de communes Val Briard (CCVB) assure pour le compte de la commune le service public d'assainissement non collectif (SPANC), qui a pour mission de vérifier la bonne exécution des travaux de réalisation et de réhabilitation, ainsi que le bon fonctionnement et l’entretien des installations,.

#### Eau potable
En 2020, l'alimentation en eau potable est assurée par la commune qui en a délégué la gestion à l'entreprise Suez, dont le contrat expire le 31 décembre 2024,.

## Population et société
L'évolution du nombre d'habitants est connue à travers les recensements de la population effectués dans la commune depuis 1793. Pour les communes de moins de 10 000 habitants, une enquête de recensement portant sur toute la population est réalisée tous les cinq ans, les populations de référence des années intermédiaires étant quant à elles estimées par interpolation ou extrapolation. Pour la commune, le premier recensement exhaustif entrant dans le cadre du nouveau dispositif a été réalisé en 2006.

En 2022, la commune comptait 191 habitants, en évolution de +17,18 % par rapport à 2016 (Seine-et-Marne : +3,92 %, France hors Mayotte : +2,11 %).
| 1793 | 1800 | 1806 | 1821 | 1831 | 1836 | 1841 | 1846 | 1851 |
| ---- | ---- | ---- | ---- | ---- | ---- | ---- | ---- | ---- |
| 200  | 215  | 206  | 212  | 248  | 282  | 273  | 275  | 250  |

| 1856 | 1861 | 1866 | 1872 | 1876 | 1881 | 1886 | 1891 | 1896 |
| ---- | ---- | ---- | ---- | ---- | ---- | ---- | ---- | ---- |
| 234  | 233  | 225  | 190  | 187  | 198  | 187  | 204  | 201  |

| 1901 | 1906 | 1911 | 1921 | 1926 | 1931 | 1936 | 1946 | 1954 |
| ---- | ---- | ---- | ---- | ---- | ---- | ---- | ---- | ---- |
| 189  | 158  | 163  | 156  | 142  | 159  | 122  | 175  | 132  |

| 1962 | 1968 | 1975 | 1982 | 1990 | 1999 | 2006 | 2011 | 2016 |
| ---- | ---- | ---- | ---- | ---- | ---- | ---- | ---- | ---- |
| 150  | 111  | 85   | 107  | 134  | 152  | 169  | 157  | 163  |

| 2021 | 2022 | - | - | - | - | - | - | - |
| ---- | ---- | - | - | - | - | - | - | - |
| 184  | 191  | - | - | - | - | - | - | - |

## Économie

### Revenus de la population et fiscalité
En 2018, le nombre de ménages fiscaux de la commune était de 67, représentant 152 personnes et la  médiane du revenu disponible par unité de consommation  de 26 640 euros.

### Emploi
En 2018, le nombre total d’emplois dans la zone était de 16, occupant 94 actifs  résidants (dont 10 % dans la commune de résidence et 90 % dans une commune autre que la commune de résidence).
Le taux d'activité de la population (actifs ayant un emploi) âgée de 15 à 64 ans s'élevait à 79,8 % contre un taux de chômage de 8,3 %.
Les 11,9 % d’inactifs se répartissent de la façon suivante : 5,5 % d’étudiants et stagiaires non rémunérés et 6,4 % de retraités ou préretraités.

### Secteurs d'activité

#### Entreprises et commerces
En 2019, le nombre d’unités légales et d’établissements (activités marchandes hors agriculture) par secteur d'activité était de 13 dont 2 dans l’industrie manufacturière, industries extractives et autres, 1 dans la construction, 1 dans l’Information et communication,1 dans les activités financières et d'assurance, 6 dans les activités spécialisées, scientifiques et techniques et activités de services administratifs et de soutien et 2  étaient relatifs aux autres activités de services.
En 2020, 3 entreprises ont été créées sur le territoire de la commune, dont 2 individuelles.
Au 1er janvier 2021, la commune ne disposait pas d’hôtel et de terrain de camping.

#### Agriculture
La Chapelle-Iger est dans la petite région agricole dénommée la « Brie centrale », une partie de la Brie autour de Mormant. En 2010, l'orientation technico-économique de l'agriculture sur la commune est la culture de céréales et d'oléoprotéagineux (COP).
Si la productivité agricole de la Seine-et-Marne se situe dans le peloton de tête des départements français, le département enregistre un double phénomène de disparition des terres cultivables (près de 2 000 ha par an dans les années 1980, moins dans les années 2000) et de réduction d'environ 30 % du nombre d'agriculteurs dans les années 2010. Cette tendance n'est pas confirmée au niveau de la commune qui voit le nombre d'exploitations augmenter et passer de 4 en 1988 à 5 en 2010. Parallèlement, la taille de ces exploitations augmente, passant de 124 ha en 1988 à 150 ha en 2010.
Le tableau ci-dessous présente les principales caractéristiques des exploitations agricoles de Chapelle-Iger, observées sur une période de 22 ans : 
|                                      | 1988 | 2000 | 2010 |
| ------------------------------------ | ---- | ---- | ---- |
| Dimension économique,                |      |      |      |
| Nombre d’exploitations (u)           | 4    | 4    | 5    |
| Travail (UTA)                        | 8    | 7    | 10   |
| Surface agricole utilisée (ha)       | 494  | 496  | 750  |
| Cultures                             |      |      |      |
| Terres labourables (ha)              | 491  | 493  | 748  |
| Céréales (ha)                        | 343  | 350  | 465  |
| dont blé tendre (ha)                 | 222  | 234  | 312  |
| dont maïs-grain et maïs-semence (ha) | 62   | 74   | s    |
| Tournesol (ha)                       | 14   |      | s    |
| Colza et navette (ha)                | s    |      | 68   |
| Élevage                              |      |      |      |
| Cheptel (UGBTA)                      | 18   | 16   | 0    |

## Culture locale et patrimoine

### Lieux et monuments
- Château de Champgueffier ;
  - Parc du château de Champ-Gueffier ,  Inscrit MH[63] ;
- Plateau de la Brie ;
- Rives de l'Yvron, du ru de la Thessonnène et du ru de Vallière ;
- Bois ;
- Halle en bois entourée de hauts marronniers, dans l'espace appelé « la place du village ».
- Au pied du coteau, le long de l'artère principale, se trouvent un pédiluve, un lavoir et une fontaine. Le pédiluve, le plus grand de Seine-et-Marne, reconstruit en 1998, était utilisé à l'origine pour le lavage des animaux et comme abreuvoir. Le lavoir public, qui était en activité jusqu'à la fin des années 1970, et la fontaine, ont été restaurés en 1993.

#### Église Saint-Léger
Il s'agit d'une ancienne église abbatiale dont on peut encore voir les dépendances à l'arrière, notamment la cour de l'ancienne abbaye bénédictine (privée) et un espace vert, situé à gauche de l'entrée de l'église, qui était autrefois le cimetière.
Le corps principal du bâtiment a beaucoup souffert durant la Révolution française et sans doute en 1914 (le front n'était qu'à une vingtaine de kilomètres). Abattue pour prévenir son effondrement à la fin des années 1920, l'église fut reconstruite dans les années 1950 grâce à une souscription lancée en 1932 et ne présente désormais qu'un faible intérêt architectural : ne demeure qu'une partie du grand porche originel, incrusté dans la masse, et la cloche, placée dans une niche au-dessus de l'entrée.
Parmi le mobilier, on peut admirer une vierge à l'Enfant en pierre (XIVe siècle), une statuette de bois polychrome représentant saint Léger (XVIe siècle), et trois grandes pierres tombales (début XVIe et milieu du XVIIe siècle) (MH, 1907). Ces trois pierres, dont deux sont remarquablement bien conservées, témoignent de l'art funéraire de cette époque et des familles Verdelot et Laistre qui possédaient le fief de La Chapelle Iger et le château de Champgueffier. En 1893, un document notarial datant du 2 mai 1524 a été retrouvé et précise le « marché » entre Charles Demoré, seigneur de La Motte d'Ormeaux en Brie, exécuteur testamentaire de la veuve Verdelot, et Mathieu Le Moine, maître tombier, bourgeois de Paris, demeurant en la rue Saint-Jacques, au Lion d'Or (sans doute dessinateur et graveur car ce quartier en regorgeait). Les monuments sont ainsi décrits : « 1° une tombe pour [Jean] Tristan de Verdelot, en son vivant : escuyer, 6 pieds sur 3, avec l'effigie du défunt en écuyer, délai pour l'exécution et texte de l'inscription : « Cy gist noble homme Tristan de Verdelot, en son vivant escuier, Sr de Champgueffier, de Maigny, de Villiers-Saint-Georges et de la Chapelle-Ygier partie, qui trespassa en son chastel dud. Champgueffier le XXI, jour de juing l'an mil Ve XVIII, etc. ; 2° une tombe semblable pour Jacques de Verdelot, décédé le 20 août 1522 ; 3° une troisième pour Marie de Folenfant, 7 pieds sur 3 et demi, garnie de plusieurs images et des armes de la défunte avec son effigie en damoiselle, on y verra les douze apôtres « autant au tabernacle que piliers ainsi qu'ils se pourront estandre et le plus richement que faire ce pourra a, les quatre évangélistes au coin et les armes de chaque côté, avec l'inscription : « Cy gist noble damoiselle Marie de Folenfant, en son vivant dame de Loisel et veuve de feu noble homme Tristan de Verdelot, sieur de Champgueftier et de la Chapelle-Ygier, laquelle trespassa le jeudi XXIIIe jour de juillet l'an mil Ve XXIII. Priez Dieu pour elle. Pater noster, etc. » Ces pierres furent livrées en l'église de La Chapelle-Iger et coutèrent le prix de 30 livres tournois.
La pierre tombale de Jean Tristan de Verdelot n'a pas été conservée. En revanche, une troisième pierre représentant un couple peut être admirée. L'inscription précise que « Ci gist Jean Delaistre, écuyer seigneur de Champgueffier de Haultbois de Maulny du Coudray du Grancey des Bordes de Boisguio et de La Chapelle Iger en partie lequel décéda le [illisible] et dame Edmée Dantienville son épouse laquelle décéda le IIIe jour de février 1640. Priez Dieu pour eux ».
Pour visiter l'église, il faut demander à la mairie en prenant rendez-vous ou venir les jours de messe.

### Personnalités liées à la commune
- Jacques de Flesselles (1730-1789), dernier Prévôt des marchands de Paris, fut seigneur de la Chapelle-Iger.
- Louis Silvy (1760-1847), parlementaire français, racheta le domaine de Chamgueffier à Flesselles.
- Louis de Boislandry (1750 + 1834), économiste, député aux États généraux de 1789, racheta Champgueffier à Silvy.
- Eugène Dubern (1802-1870), général français, fit reconstruire le château de Champgueffier.
- Daniel Costelle, réalisateur français.

### Héraldique
| Blason de La Chapelle-Iger | Blason  | De gueules à une chapelle d'argent ouverte et ajourée de sable, posée sur une terrasse ployée d'or, chargée d'un sentier de sable ; accompagnée en chef de deux écussons : à dextre d'argent à la croix de gueules, à senestre de sable à une bordure d'or. Ornements extérieursTimbré d'une couronne murale d'or, soutenu à dextre d'une gerbe de blé de même et à senestre d'une branche de chêne aussi d'or, croisées en sautoir et liées de gueules à la pointe. |
| Blason de La Chapelle-Iger | Détails | Armes parlantes. Figure sur le site du Pays de Centre-Brie,. |